# Lloyd Werft
Lloyd Werft ou Lloyd Werft Bremerhaven GmbH  est un chantier naval situé en Allemagne, à Bremerhaven. 

## Histoire
Il est fondé en 1863 par la compagnie maritime Norddeutscher Lloyd, d'abord principalement utilisé comme atelier de réparation pour la flotte marchande de l'entreprise. Ce nouveau chantier est créé en échange et en plus de l'ancien petit atelier Lloyd à Brême qui est déjà fondé en 1857.
Dans les années 1970, le chantier naval devient membre du groupe Vulkan.